# 金子有道

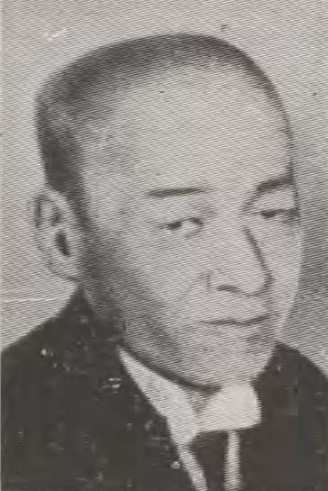
金子有道

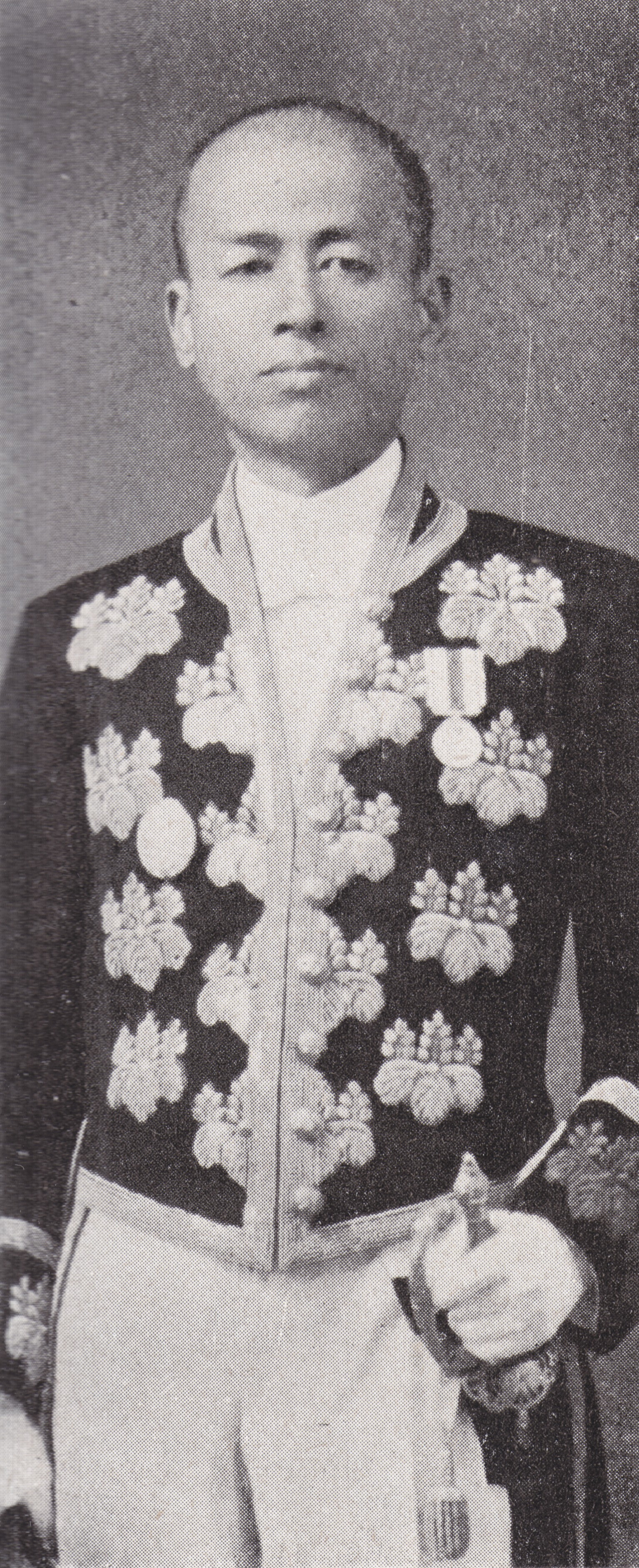
金子有道（大正頃）

金子 有道（かねこ ありみち、1869年10月4日（明治2年8月29日）- 1938年（昭和13年）3月18日）は、明治後期から昭和初期の政治家、歌人、神職、華族。貴族院男爵議員。旧名・健麿。

## 経歴
石見国安濃郡川合村（現島根県大田市川合町川合）で物部神社社家・金子有卿の長男として生まれる。父の隠居に伴い、1920年（大正9年）8月30日、男爵を襲爵した。
皇典講究所で学び、1896年（明治29年）物部神社禰宜に就任。1916年（大正5年）御歌所編纂部に嘱託として加わり、『明治天皇御集』『昭憲皇太后御集』の編纂に従事した。その他、久邇宮家御用掛、大礼使典儀官、御歌会始奉行、同頌講、御歌所参候などを務めた。
1925年（大正14年）7月10日、貴族院男爵議員に選出され、公正会に所属して活動し死去するまで在任した。

## 人物
父の影響で和歌に親しみ、興風会幹事として華族の子弟を指導し、晩年には中央歌道会東京支部長として民間歌道の指導に尽くした。また、糸竹会会員となり雅楽にも精通した。

## 著作
- 金子清子編『竹の葉風』金子清子、1942年。

## 親族
- 父：金子有卿 - 物部神社宮司
- 母：金子瀧子 - 綾小路俊賢二女[1]、綾小路有良の妹
  - 姉 福永忠子 - 福永鉄之助の妻[1]
- 妻：金子キヨ - 阿南尚四女[1]
  - 養子：金子吉忠（吉三郎） - 有道の甥、男爵、海軍技術少将。藝備銀行 (1920-45年)役員で広島県の多額納税者の福永鉄之助三男（弟とも）[注 1][1][10]。妻の総子は子爵高辻修長の孫